# Borda da Mata
Borda da Mata là một đô thị thuộc bang Minas Gerais, Brasil. Đô thị này có diện tích 300,081 km², dân số năm 2007 là 14892 người, mật độ 54,4 người/km².